# کلوز د هوم (مجموعه تلویزیونی ۲۰۰۵)
کلوز د هوم (انگلیسی: Close to Home) یک مجموعه تلویزیونی جنایی آمریکایی به کارگردانی مشترک وارنر برادرز تله‌ویژن و جری بروکهایمر برای پخش در سی‌بی‌اس است. در این مجموعه هنرمندانی همچون جنیفر فینیگن، کیمبرلی الیز، کریستین کان، کرس ویلیامز به ایفای نقش می‌پردازند.